# Selena y Los Dinos
Selena y Los Dinos foi uma banda tejano americana formada em 1981 pela cantora americana Selena e seu pai Abraham Quintanilla, até o assassinato da cantora em 1995, e a posterior dissolução da banda no mesmo ano.
Quando Selena assinou com a EMI Latin, o presidente da gravadora, José Behar, disse a cantora que "o mundo queria Selena, não Selena y Los Dinos." Ela então começou a lançar seus álbuns de estúdio com seu próprio logo, Selena, e não Selena y Los Dinos. Antes de Selena assinar com a EMI, a banda vendeu mais de 80,000 cópias no estado do Texas.

## Discografia
Álbuns de Selena y Los Dinos
- Mis Primeras Grabaciones (1984)
- Alpha (1986)
- Munequito De Trapo (1986)
- And The Winner Is... (1987)
- Preciosa (1988)
- Dulce Amor (1988)

Álbuns de estúdio de Selena
- Selena (1989)
- Ven Conmigo (1990)
- Entre A Mi Mundo (1992)
- Selena Live! (1993)
- Amor Prohibido (1994)
- Dreaming of You (1995)